# Падма бхушан
Падма бхушан (хинди पद्म भूषण) — третья из высших гражданских государственных наград Индии (после Бхарат ратна и Падма вибхушан). Вручается правительством Индии как знак признания выдающегося служения нации в любой области.

## История
Учреждена 2 января 1954 года президентом Индии. По состоянию на август 2014 года, Падма бхушан награждено 1229 человек.

## Кавалеры Падма Бхушан
- Категория:Кавалеры Падма Бхушан